# Rouw- en trouwdeur

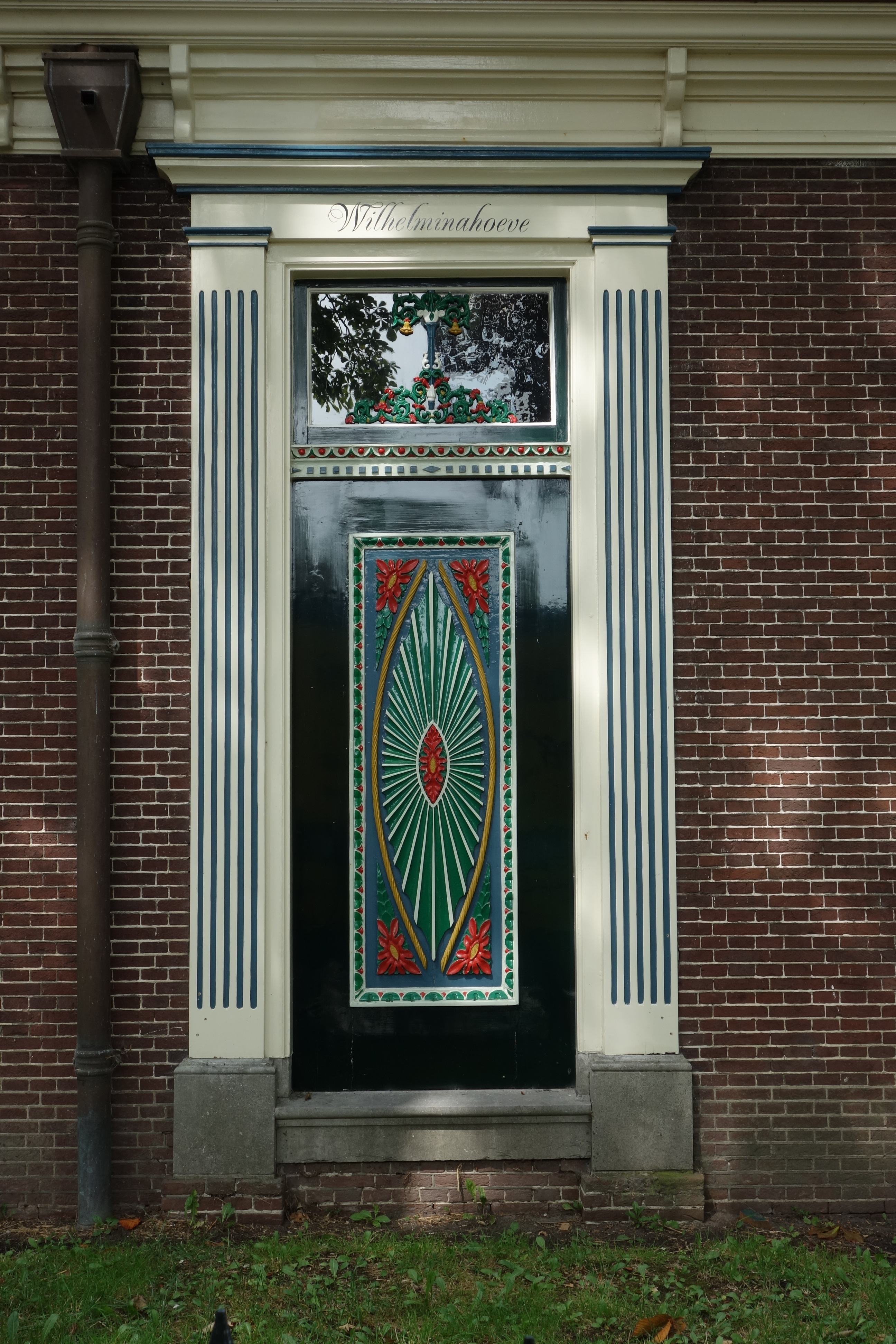
Een rouw- en trouwdeur in Westwoud

Een rouw- en trouwdeur, ook wel pronkdeur of staatsiedeur, is een doorgaans meer gedecoreerde deur in de voorgevel van een West-Friese boerderij. Op het eiland Wieringen werden de deuren in die gevel geplaatst waar de voor- of woonkamer zich bevond. De deuren op het eiland zijn niet meer gedecoreerd dan andere deuren, wel konden zij alleen van binnenuit geopend worden. De deur heeft nergens de functie van voordeur, maar wordt alleen gebruikt tijdens speciale gelegenheden zoals door een bruid bij het verlaten van haar ouderlijk huis onderweg naar de bruiloft, of door een overledene op weg naar de uitvaart. Hiermee is de deur vergelijkbaar met de Zaanse en Waterlandse dooddeur.
Omdat een rouw- en trouwdeur geen deur voor dagelijks gebruik is, is deze doorgaans hoger van de grond geplaatst. Hoewel de deur hoger is geplaatst is er geen stoep, natuurstenen afstap of klein trappetje aanwezig. Ook ontbreken uitwendige zaken die wel bij een voordeur aanwezig zijn zoals een deurklink, deurbel, brievenbus en een pad dat naar de deur leidt. Soms ontbreken de scharnieren eveneens, in dat geval wordt de deur in haar geheel weggetild en nadat de bruid of de overledene het pand heeft verlaten weer teruggeplaatst. De deur is bij West-Friese boerderijen geplaatst in de pronkkamer.
De hier rechts geplaatste foto van een pronkdeur in de Wilhelminahoeve te Westwoud is een gerestaureerde deur. De deur werd in het begin van de jaren 1950 met rijkssubsidie gerestaureerd. Tijdens een bezoek door koningin Wilhelmina aan Westwoud wilde zij via deze deur naar buiten gaan. Burgemeester Cor Neefjes verbood haar dat door tegen haar te zeggen: Majesteit, deer magge alliendig een dooie en een bruid deur lope. (Majesteit, daar mogen alleen een dode en een bruid door lopen). 
De deuren zijn van hout en doorgaans is de versiering ook van hout. Bij uitzonderingen kan er sprake zijn van bijvoorbeeld gietijzeren elementen. Een voorbeeld hiervan is de rouw- en trouwdeur van Hoeve Buitenrust, in Blokker. In het geval van een opengewerkte pronkdeur, zoals bij de Lindenplaats eveneens in Blokker, kan er ook sprake zijn van een dubbele deur. De buitendeur is voorzien van een open bewerking en de binnendeur scheidt daadwerkelijk de kamer van de buitenwereld.

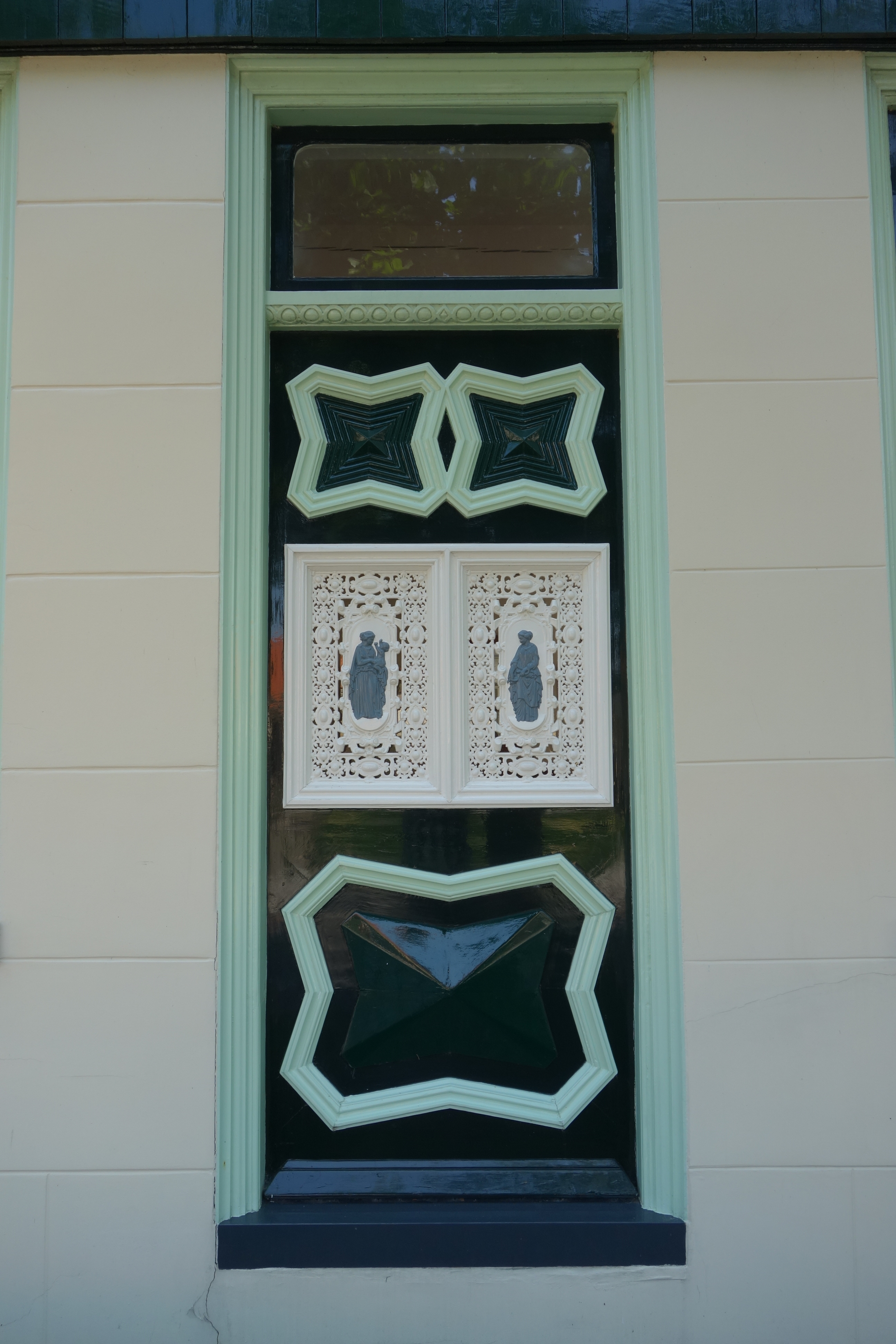
Rouw- en trouwdeur van de Lindenplaats in Westerblokker
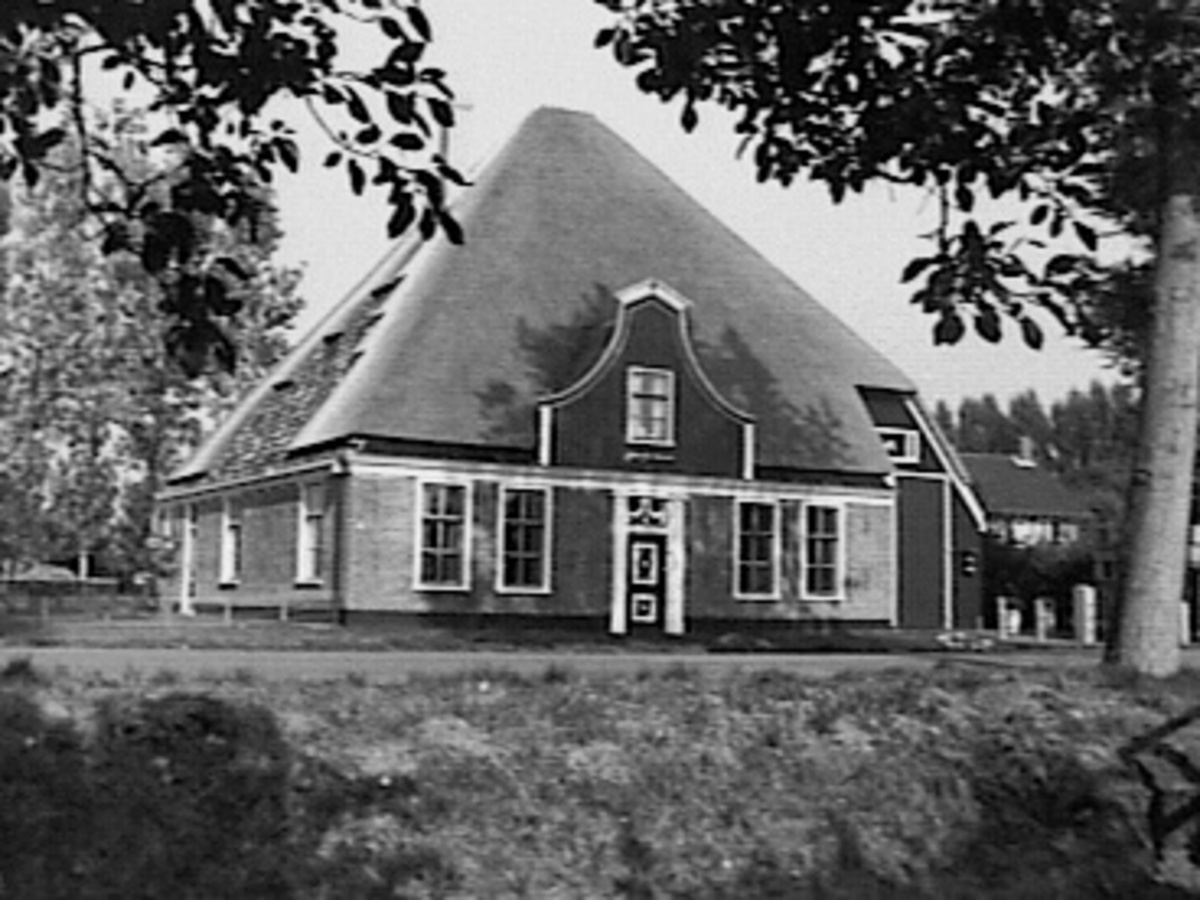
De Geertje Hoeve in Zwaag met de rouw- en trouwdeur in de voorgevel en de eigenlijke voordeur in de linkergevel.
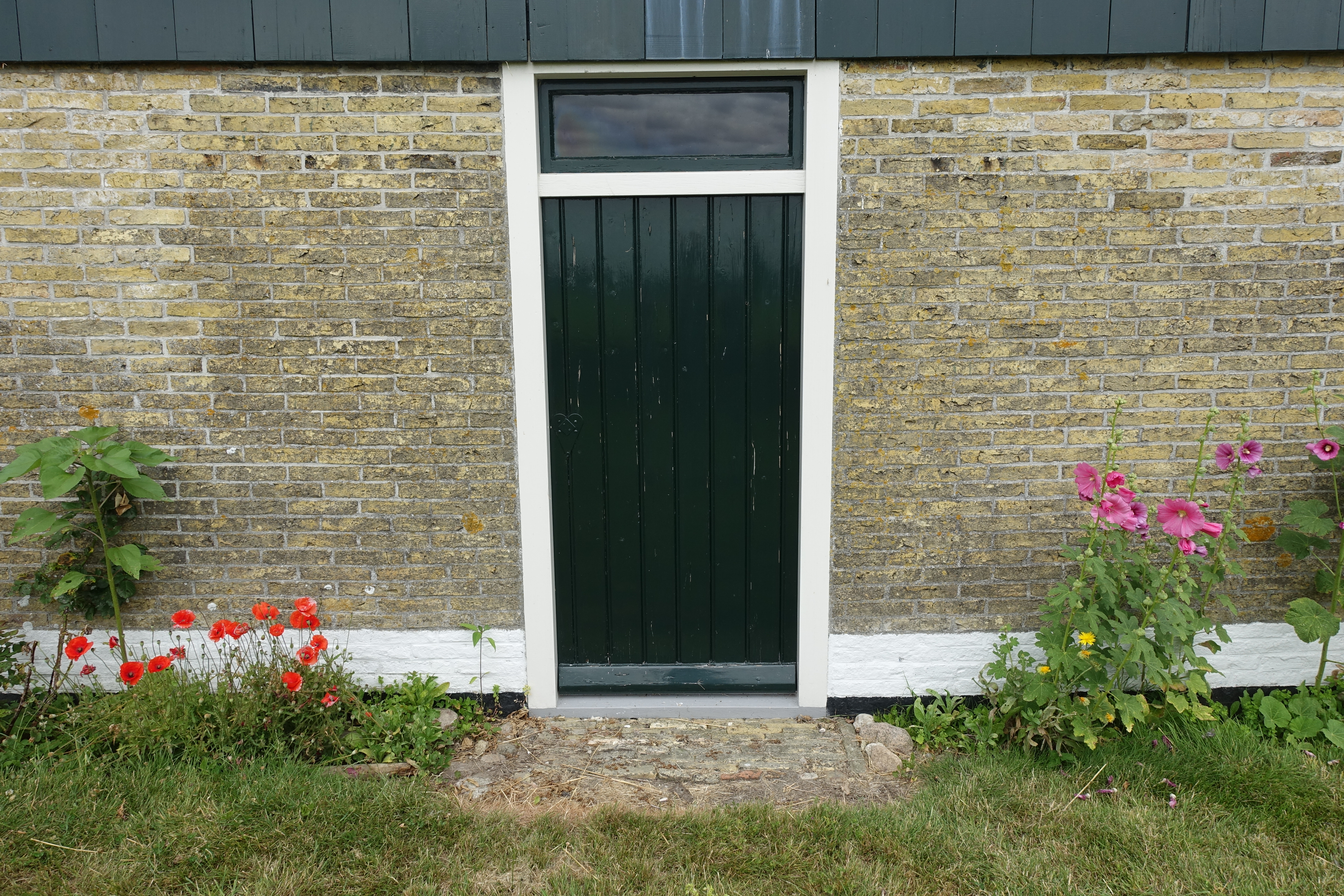
Trouw- en rouwdeur in de achtergevel van Wieringer Eilandmuseum Jan Lont.